# Antíoco de Ascalão
Antíoco de Ascalão (Ascalão, ca. 130 a.C. — Síria, 68 a.C.) foi um filósofo helenista eclético. Defendia que era essencial compatibilizar as escolas do seu tempo que se opunham entre si. Considerava que o cepticismo da Academia de Atenas constituía uma traição às verdadeiras ideias platónicas da Academia Antiga, que podiam na verdade ser reconciliadas com o estoicismo e com as doutrinas dos Peripatéticos. As suas ideias levaram-no a romper com Filon de Larissa.
Assim, a Academia de Atenas, sob a liderança de Antíoco de Ascalão fez um desvio do cepticismo para o platonismo, embora ele argumentasse que as diferenças entre o platonismo, aristotelismo e estoicismo não eram essenciais. Tendo sido o fundador do platonismo médio, teve grande influência sobre Lúculo e Cícero.